# グルマ県
グルマ県（グルマけん、フランス語：Gourma）はブルキナファソの東部地方の県。
県都はファダ・ングルマ。
2006年の人口は約30.4万人。

## 行政区画

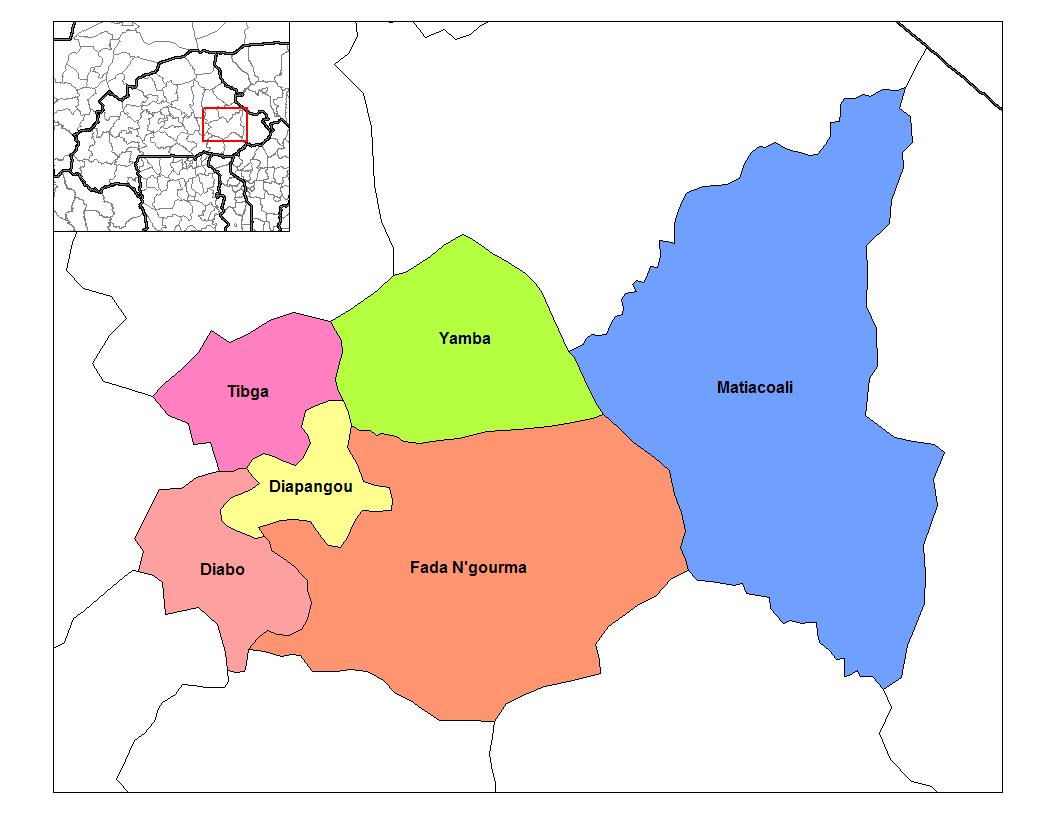
グルマ県の郡

| 郡                 | 郡都             | 2006年の人口 |
| ------------------ | ---------------- | ------------ |
| ディアボ郡         | ディアボ         | 43,357       |
| ディアパングー郡   | ディアパングー   | 26,457       |
| ファダ・ングルマ郡 | ファダ・ングルマ | 123,594      |
| マティアコアリ郡   | マティアコアリ   | 54,574       |
| ティブガ郡         | ティブガ         | 29,100       |
| ヤンバ郡           | ヤンバ           | 27,087       |

## 地理
- 北：コモンジャリ県
- 東：タポア県
- 南東：コンピエンガ県
- 南西：クルペロゴ県
- 西南西：ブルグ県
- 西：クリテンガ県
- 北西：グナグナ県